# Opadające liście klonu
Opadające liście klonu (jap. 紅葉狩 Momijigari) – film w reżyserii Tsunekichi Shibaty, nakręcony w 1899 roku. Najstarszy zachowany do dziś japoński film fabularny.
Stanowi sfilmowaną pojedynczą scenę z przedstawienia teatru kabuki o tym samym tytule, odgrywanego przez Onoe Kikugorō V i Ichikawa Danjūrō IX. W tworzenie filmu zaangażowany był Koyo Komada, jeden z pierwszych benshi.
Początkowo Danjūrō był niechętny filmowi, zgodził się jednak zagrać po namowie Tsunekichi Shibaty. Po pierwszym pokazie filmu, który odbył się w jego prywatnej rezydencji, Danjūrō miał wymóc na reżyserze obietnicę, że obraz nie zostanie wyświetlony za życia aktora. Z postanowienia tego wycofał się w 1903 roku, kiedy to nie mogąc z powodu choroby wywiązać się z zaplanowanego w Osace występu, Danjūrō wysłał do miasta kopię Momijigari, mając nadzieję, że film wynagrodzi widzom nieobecność aktora. Obraz spodobał się tak bardzo, że wyświetlano go przez miesiąc, a nie jak wcześniej planowano, tydzień.